# Chulabhorn Walailak di Thailandia
Chulabhorn Walailak di Thailandia (Thai: จุฬาภรณวลัยลักษณ์[; Bangkok, 4 luglio 1957) è una principessa thailandese, figlia minore del re Rama IX e della consorte regina Sirikit, e sorella dell'attuale re Rama X.

## Biografia

### Nascita e primi anni
La Principessa Chulabhorn Walailak è nata il 4 luglio 1957 a Bangkok, capitale del Regno di Thailandia. È la quarta figlia del Re Bhumibol Adulyadej di Thailandia (Rama IX) e di sua moglie, la Regina Sirikit Kitiyakara.
La Principessa Chulabhorn Walailak ha due sorelle e un fratello: la Principessa Ubolratana Rajakanya (nata nel 1951), l'attuale Re Vajiralongkorn (nato nel 1952), e la Principessa Sirindhorn (nata nel 1955).

### Studi
La principessa Chulabhorn ha studiato chimica e si è laureata nel 1979 presso la Facoltà di Scienze dell'Università di Kasetsart. Ha continuato a studiare Scienze all'Università di Mahidol, dove ha conseguito il dottorato nel 1985.
È fortemente coinvolta nella promozione della ricerca scientifica e assegna regolarmente premi e riconoscimenti. Ha ricoperto la carica di docente ospite di chimica presso l'Università di Mahidol. È anche presidente della Istituto di ricerca Chulabhorn, così chiamato in suo onore. È stata premiata con una medaglia dall'UNESCO per i suoi sforzi nel promuovere la collaborazione scientifica nel 1986 ed è stata la prima asiatica ad essere invitata ad aderire alla "Royal Society of Chemistry" nel Regno Unito come Membro Onorario.

### Matrimonio
Nel 1981 la Principessa Chulabhorn Walailak sposò Virayudh Tishyasarin, un membro della Kongthap Akat Thai e cittadino comune. Secondo le tradizioni reali, avrebbe perso il suo titolo dopo aver sposato un uomo di rango inferiore. Tuttavia, suo padre le concesse un permesso speciale per mantenere il trattamento di Altezza Reale, il titolo principesco e quello di "Saopha". La coppia ebbe due figlie e divorziò nel 1996.

### Salute
La Principessa Chulabhorn Walailak ha rivelato di soffrire di una malattia autoimmune, ma ha comunque continuato a lavorare come membro della famiglia reale. 
Il 6 novembre 2015, è stato annunciato dalla Casa Reale che la Principessa Chulabhorn Walailak aveva subito un intervento chirurgico per un tumore nel colon. 
Il 19 maggio 2016 la Casa Reale ha annunciato che la Principessa soffre di pancreatite. È stata nuovamente operata il 20 maggio 2016 a causa di un tumore.

### Nuovo titolo

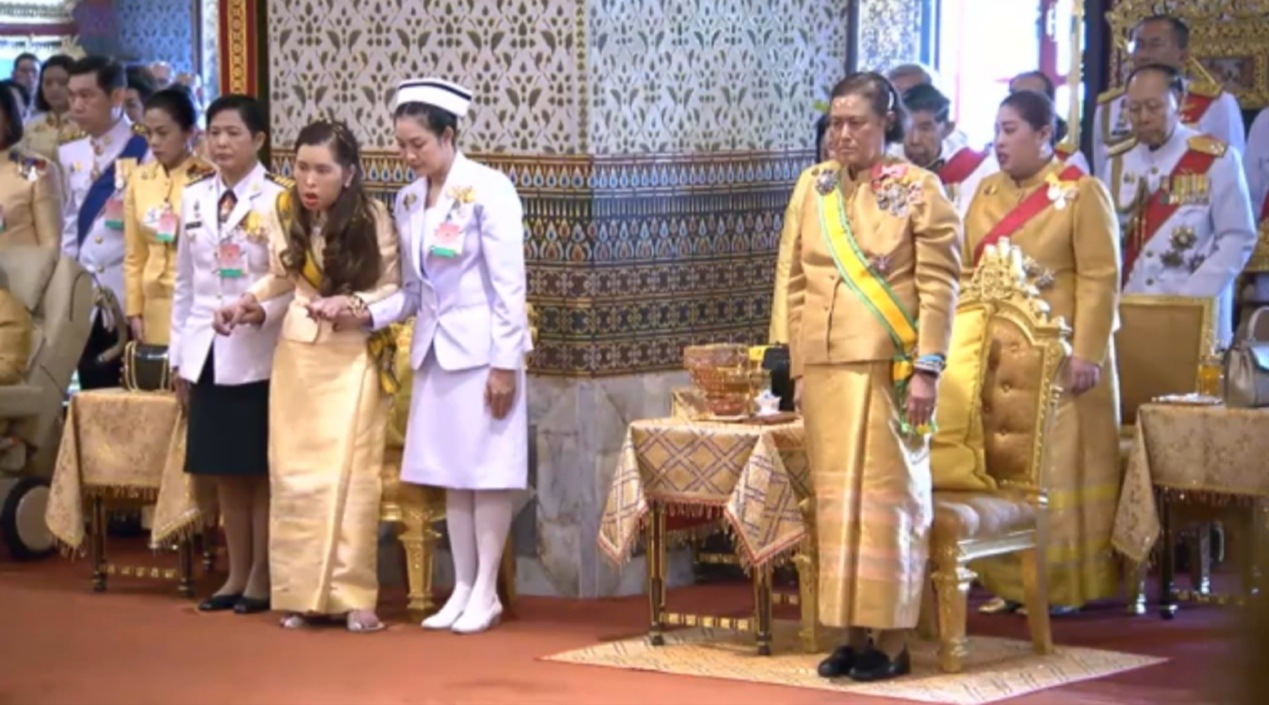
La Principessa Chulabhorn (aiutata a camminare), insieme alla sorella Sirindhorn e alla figlia Siribhachudabhorn durante il conferimento dei nuovi titoli

Il 5 maggio 2019 il nuovo Re Vajiralongkorn, suo fratello, le ha conferito il titolo di Principessa Srisavangavadhana (in thailandese: สมเด็จพระเจ้าน้องนางเธอ เจ้าฟ้าจุฬาภรณวลัยลักษณ์ อัครราชกุมารี).

## Discendenza
La Principessa Chulabhorn Walailak e il suo ex marito Virayudh Tishyasarin hanno due figlie:
1. Principessa Siribha Chudabhorn (in thailandese: สิริภาจุฑาภรณ์; nata a Bangkok l'8 ottobre 1982);
2. Principessa Aditayadorn Kitikhun (in thailandese: อทิตยาทรกิติคุณ; nata a Bangkok il 5 maggio 1984).

## Ascendenza
|                                                 |                                                   |                                  | Genitori                                           |  |  | Nonni |  |  | Bisnonni                 |  |  | Trisnonni           |  |
|                                                 |                                                   |                                  |                                                    |  |  |       |  |  | Chulalongkorn (Rama V) * |  |  | Mongkut (Rama IV) * |  |
|                                                 |                                                   |                                  |                                                    |  |  |       |  |  | Chulalongkorn (Rama V) * |  |  | Mongkut (Rama IV) * |  |
|                                                 |                                                   | Debsirindra                      |                                                    |  |  |       |  |  | Chulalongkorn (Rama V) * |  |  |                     |  |
| Mahidol Adulyadej, Principe di Songkhla         |                                                   |                                  |                                                    |  |  |       |  |  | Chulalongkorn (Rama V) * |  |  |                     |  |
|                                                 |                                                   | Savang Vadhana                   | Mongkut (Rama IV) *                                |  |  |       |  |  |                          |  |  |                     |  |
|                                                 |                                                   | Savang Vadhana                   | Mongkut (Rama IV) *                                |  |  |       |  |  |                          |  |  |                     |  |
|                                                 |                                                   | Savang Vadhana                   | Piam Sucharitakul                                  |  |  |       |  |  |                          |  |  |                     |  |
| Bhumibol Adulyadej (Rama IX)                    |                                                   | Savang Vadhana                   |                                                    |  |  |       |  |  |                          |  |  |                     |  |
|                                                 |                                                   | Chu Chukramol                    | Chum Chukramol                                     |  |  |       |  |  |                          |  |  |                     |  |
|                                                 |                                                   | Chu Chukramol                    | Chum Chukramol                                     |  |  |       |  |  |                          |  |  |                     |  |
|                                                 |                                                   | Chu Chukramol                    | …                                                  |  |  |       |  |  |                          |  |  |                     |  |
| Sangwan Talapat                                 |                                                   | Chu Chukramol                    |                                                    |  |  |       |  |  |                          |  |  |                     |  |
|                                                 |                                                   | Kham Chukramol                   | …                                                  |  |  |       |  |  |                          |  |  |                     |  |
|                                                 |                                                   | Kham Chukramol                   | …                                                  |  |  |       |  |  |                          |  |  |                     |  |
|                                                 |                                                   | Kham Chukramol                   | Pha                                                |  |  |       |  |  |                          |  |  |                     |  |
| Principessa Chulabhorn Walailak                 |                                                   | Kham Chukramol                   |                                                    |  |  |       |  |  |                          |  |  |                     |  |
|                                                 | Kitiyakara Voralaksana, I Principe di Chanthaburi | Chulalongkorn (Rama V) *         |                                                    |  |  |       |  |  |                          |  |  |                     |  |
|                                                 | Kitiyakara Voralaksana, I Principe di Chanthaburi | Chulalongkorn (Rama V) *         |                                                    |  |  |       |  |  |                          |  |  |                     |  |
|                                                 | Kitiyakara Voralaksana, I Principe di Chanthaburi | Uam Bisalayabutra                |                                                    |  |  |       |  |  |                          |  |  |                     |  |
| Nakkhratra Mangkala, II Principe di Chanthaburi | Kitiyakara Voralaksana, I Principe di Chanthaburi |                                  |                                                    |  |  |       |  |  |                          |  |  |                     |  |
|                                                 |                                                   | Principessa Apsarasaman Devakula | Devan Uthaivongse, Principe Devavongse Varoprakarn |  |  |       |  |  |                          |  |  |                     |  |
|                                                 |                                                   | Principessa Apsarasaman Devakula | Devan Uthaivongse, Principe Devavongse Varoprakarn |  |  |       |  |  |                          |  |  |                     |  |
|                                                 |                                                   | Principessa Apsarasaman Devakula | Yai Sucharitakul                                   |  |  |       |  |  |                          |  |  |                     |  |
| Sirikit Kitiyakara                              |                                                   | Principessa Apsarasaman Devakula |                                                    |  |  |       |  |  |                          |  |  |                     |  |
|                                                 |                                                   | Sadan Snidvongs                  | Principe Sai Sanidvongs                            |  |  |       |  |  |                          |  |  |                     |  |
|                                                 |                                                   | Sadan Snidvongs                  | Principe Sai Sanidvongs                            |  |  |       |  |  |                          |  |  |                     |  |
|                                                 |                                                   | Sadan Snidvongs                  | Khian Sasisamit                                    |  |  |       |  |  |                          |  |  |                     |  |
| Bua Snidvongs                                   |                                                   | Sadan Snidvongs                  |                                                    |  |  |       |  |  |                          |  |  |                     |  |
|                                                 |                                                   | Bang Bunyathon                   | Ruai Bunyathon                                     |  |  |       |  |  |                          |  |  |                     |  |
|                                                 |                                                   | Bang Bunyathon                   | Ruai Bunyathon                                     |  |  |       |  |  |                          |  |  |                     |  |
|                                                 |                                                   | Bang Bunyathon                   | Wae Na Bangxang                                    |  |  |       |  |  |                          |  |  |                     |  |
|                                                 |                                                   | Bang Bunyathon                   |                                                    |  |  |       |  |  |                          |  |  |                     |  |

## Stemma, titoli e trattamento

### Stemmi

La bandiera reale della Principessa Chulabhorn di Thailandia
Il monogramma personale della Principessa Chulabhorn di Thailandia

### Titoli e trattamento
- 4 luglio 1957 – 5 maggio 2019: Sua Altezza Reale la Principessa Chulabhorn Walailak Agrarajakumari di Thailandia
- dal 5 maggio 2019: Sua Altezza Reale la Principessa Chulabhorn Walailak Agrarajakumari di Thailandia, Principessa Srisavangavadhana